# Ginsu Knives
The Ginsu Knives är ett knivmärke. Märket blev känt på sin reklam som man hade på 1970-talet. En känd reklamfras, som sedan andra företag tagit efter Ginsu är "how much would you pay... don't answer" och "but wait, there's more".
Ed Valenti och Barry Becher grundare till det Rhode Islandbaserade Dial Media (direktmarknadsföringsbolag) introducerade ett knivset tillverkat av Douglas Quikut Division of Scott Fetzer (tidigare Eversharp). En stor förändring som Dial Media gjorde var att komma på det japanskinspirerade namnet Ginsu.